# Marko Sušac
Marko Sušac (sinh 23 tháng 11 năm 1988) là một cầu thủ bóng đá Bosnia và Herzegovina hiện tại thi đấu cho NK GOŠK Gabela.